# یوگن اسلاتسکی
یوگن اسلاتسکی (زاده ۷ آوریل ۱۸۸۰ - درگذشته ۱۰ مارس ۱۹۴۸) ریاضی‌دان و اقتصاددان اهل شوروی بوده‌است.

## زندگی و حرفه
یوگن اسلاتسکی در سال ۱۸۸۰ در روسیه متولد شد و فرزند یک معلم مدرسه بود. او در سال ۱۸۹۹ برای مطالعات ریاضی وارد دانشگاه کیف شد لیکن سه سال بعد به دلیل فعالیت‌های انقلابی از دانشگاه اخراج گردید.
اسلاتسکی در سال ۱۹۰۳ به انستیتوی فنی مونیخ وارد شد تا مهندسی بخواند ولی در سال۱۹۰۵ قبل از اتمام تحصیل به روسیه بازگشت. او در سال ۱۹۱۱ بالاخره از دانشگاه کیف فارغ‌التحصیل شد و در سال ۱۹۱۸ دومین مدرک خود را در رشته اقتصاد گرفت. به عبارت دیگر، مقاله مشهور سال ۱۹۱۵ اسلاتسکی تنها یکی دو سال پس از شروع به تحصیل اقتصاد نوشته شده‌است. او در سال ۱۹۱۸ برای تصدی کرسی استادی اقتصاد سیاسی به انستیتوی بازرگانی کیف پیوست و در سال ۱۹۲۶ به انستیتو وقایع شهر مسکورفت که توسط اقتصاددانان مشهور کندراتیف اداره می‌شد. اسلاتسکی از سال ۱۹۳۱ تا ۱۹۳۴ عضو انستیتوی مرکزی هواشناسی مسکو و از سال ۱۹۲۴ تا هنگام فوت در انستیتوی ریاضی آکادمی علوم اتحاد جماهیر شوروی کار می‌کرد.

## فعالیت‌ها در زمینهٔ اقتصاد و آمار ریاضی
اسلاتسکی به‌طور گسترده برای کار در استخراج روابط مندرج در معادلهٔ اسلاتسکی به خوبی شناخته شده‌است که به‌طور گسترده در نظریهٔ مصرف‌کننده برای جدا کردن اثرجانشینی و اثر درآمدی ناشی از تغییر قیمت بر روی مقدار کل کالای تقاضا شده (که تابع تغییرات قیمتی کالای اصلی یا کالای وابسته که ممکن است اثر متقاطع روی مقدار کالای اصلی داشته باشد)، استفاده می‌شود.
مقاله اصلی او در رابطه با اقتصاد، (که البته به گفته برخی آخرین مقاله او در زمینه اقتصاد است) در سال ۱۹۱۵ منتشر شده بود. ساموئلسون در این زمینه می‌گوید که تا سال ۱۹۳۶ کاملاً از شاهکار اسلاتسکی بی‌اطلاع بوده‌است که دلیل بی‌اطلاعی خود را هم جنگ جهانی اول و منتشر شدن مقاله به زبان ایتالیایی می‌داند.
در سال ۱۹۳۴جان هیکس و روی آلن نظریه جدیدی دربارهٔ رفتار مصرف‌کننده ارائه دادند. دو سال پس از انتشار مقاله‌شان، روی آلن متوجه شد که بیست سال پیش این نظریه به وسیله اسلاتسکی به زبان ریاضی در مقاله‌ای ارائه شده بود. روی آلن بلافاصله توجه اقتصادانان را به کار اسلاتسکی جلب کرد و همه اعتباری را که درنظریه هیکس-آلن به خود اختصاص داده بود، از آن اسلاتسکی دانست. پس از آن روی آلن حداکثر تلاش خود را کرد تا کار اسلاتسکی در زمینه نظریه مصرف‌کننده را در مقاله‌های چاپ شده در سال ۱۹۳۶ و ۱۹۵۰ انتشار و گسترش دهد.
در دههٔ ۱۹۲۰ اسلاتسکی به کار کردن بر تئوری احتمال و پروسه‌های تصادفی پرداخت، اما در سال ۱۹۲۷ او دومین مقالهٔ معروف خود بر تئوری اقتصاد، یعنی' جمع علل تصادفی به عنوان منبع فرایندهای ادواری' را منتشر کرد. این مقاله فرصت رویکردی جدیدی را نسبت به تئوری 'چرخه کسب وکار' با کمک فرضیه سازی مبنی بر اینکه اثرگذاری متقابل رویدادهای تصادفی می‌تواند دوره‌های متناوب (منظم) ایجاد کند، درست زمانی که هیچ‌کدام از ابتدا وجود نداشته‌است، فراهم کرد.
در نهایت بااینکه اسالتسکی به مراتب اقتصاددان کمتر شناخته شده‌ای نسبت به سایر اقتصاددانان معاصر خود است، در بسیاری از کتاب‌های درسی اقتصاد خرد، به شکل قابل توجهی از یافته‌های اسلاتسکی در مورد نظریه مصرف‌کننده استفاده می‌شود. کار اسلاتسکی یک بخش مهم از اقتصاد جریان اصلی (نئوکلاسیک) و اقتصادسنجی را دربرمیگیرد.